# 大坪奈津子
大坪 奈津子（おおつぼ なつこ、1996年〈平成8年〉6月22日 - ）は、山形放送（YBC）のアナウンサー。
千葉県木更津市出身。2025年3月までホリプロに所属していた。

## 人物・来歴
- 木更津市立岩根西中学校卒業[5]。
- 学習院大学経済学部経済学科卒業後[4]、2019年アナウンサーとして四国放送に入社[4]。
- 身長は163.5cm[6]。
- 趣味はキックボクシング[7]、総合格闘技[4]、エレクトーン[8]、カメラ[9]。
- 特技はハイキック[4]、円周率104桁暗唱[4]、ちょっとした耳コピ[4]。
- 好きなアーティストは鬼束ちひろ。
- カニカマが大好きで、カニカマだけを朝食や夕食にしていることがある[10]。
- 高校生ぐらいまで医師か薬剤師になるつもりだった[11]。
- 格闘技好きで、もし自分が試合に出られるとしたら付けたいキャッチフレーズは阿波のおてんば娘[12]。
- ラジオ番組表2021年秋号 第14回好きなDJランキングにて33票獲得し、AM部門で20位の成績をおさめた。
- 日本テレビが企画している2020年カラダWEEKの億WALKにて全国1位になる。
2021年のウオーキングバトルでは全国9位。
- 2022年3月をもって、四国放送を退社。そのため、レギュラー出演の番組を同月中に降板[13]。同年4月よりホリプロに所属[14]｡
- 2023年7月25日、交際していた男性との結婚を発表[15][16]。
- 2025年4月、山形放送に入社[17]。

## 嗜好・挿話
- 学習院大学アナウンス研究会に所属していた[9]。
- 学生時代は『BS朝日』のNews Access学生キャスターとして活動していた[18]。
- テレビ朝日アスクに通っていた[19]。

## 出演

### 山形放送
ラジオ番組
- ゲツキンラジオ ぱんぱかぱ〜ん（2025年4月4日 - 、） - 金曜日担当
- ミュージックブランチ（2025年5月7日 - 、） - 水曜日担当

### 四国放送
テレビ番組
- ゴジカル!（2019年4月2日 - 2021年3月19日）5代目女性メインMC。
  - （2021年3月29日 - ）水 - 金曜日MC担当。隔週火曜日ゴチカル中継担当。
  - （2019年4月2日 - 2021年3月25日）月 - 木曜日MC担当[20]。
- 徳島新聞ニュース
- くらしの情報
- 情報ナイト
- ヒルとく情報

ラジオ番組
- バンリク（2020年4月24日 - 2021年3月16日）
  - （2021年3月29日 - ）毎週水曜日担当。
  - （2020年4月24日 - 2021年3月26日）隔週金曜日担当。
- 大坪奈津子の脳内アドベンチャー（2020年4月28日 - 2022年3月29日）
- 徳島新聞ニュース

### フリー
- ナイツ×ねづっちなぞかけ真剣勝負特別編『特急しおさい』でととのいました！(2023年2月25日)[21]
- 堀潤モーニングFLAG（2022年4月 - 、TOKYO MX） - 不定期出演
- Koshigaya Collection(2023年5月-、テレ玉)[22]
- Abema「ミッドナイト競輪」（ABEMA 競輪・オートレースチャンネル）[23]
- ラジオ日本ニュース（2023年4月 - 、ラジオ日本）金曜日担当

### 学生時代
- News Access（BS朝日）学生キャスター時代に出演。

### 配信映画
- 新幹線大爆破（2025年4月23日、Netflix） - ワイドショーのサブキャスター 役

## 同期のアナウンサー
- 戸田あゆみ